# فيكتور جيبسون
فيكتور جيبسون (بالإنجليزية: Victor Gibson)‏ (29 نوفمبر 1881 في المملكة المتحدة - 1 يناير 2000) هو مدرب كرة قدم ولاعب كرة قدم بريطاني (وحمل سابقاً جنسية المملكة المتحدة لبريطانيا العظمى وأيرلندا) في مركز الوسط. لعب مع إسبانيول ونادي أرسنال ونادي سيت ونادي فالكيرك ونادي مونبلييه ونادي غرينوك مورتون.

## وصلات خارجية
- فيكتور جيبسون على موقع قاعدة بيانات كرة القدم.إي يو (الإنجليزية)